# رافائل نوله
رافائل نوله (انگلیسی: Raffaele Nolè؛ زادهٔ ۲۷ مارس ۱۹۸۴) بازیکن فوتبال اهل ایتالیا است.
از باشگاه‌هایی که در آن بازی کرده‌است می‌توان به باشگاه فوتبال رجانا، باشگاه فوتبال ترنانا، و باشگاه فوتبال مسینا اشاره کرد.